# Grand maître de l'artillerie de France
 (juin 2023).
Si vous disposez d'ouvrages ou d'articles de référence ou si vous connaissez des sites web de qualité traitant du thème abordé ici, merci de compléter l'article en donnant les références utiles à sa vérifiabilité et en les liant à la section « Notes et références ».
Le grand maître de l'artillerie était l'un des grands officiers de la couronne de France pendant l’Ancien Régime.
La charge de grand maître de l'artillerie apparaît au début de l'époque moderne en remplacement de celle de grand maître des arbalétriers. Elle est érigée en grand office de la couronne en 1601 par Henri IV en faveur de Sully.
Le grand maître avait juridiction, au début du XVIIe siècle, sur tous les officiers de l'artillerie des armées, ainsi que la charge de conduire les travaux des sièges et des campements, la fabrication de la poudre et des canons et la gestion des arsenaux. Dès la fin du siècle, il n'exerce plus qu'un pouvoir symbolique, ses compétences étant passées à des officiers spécialisées, le surintendant des fortifications notamment.
La charge de grand maître de l'artillerie est supprimée en 1755.

## Historique
En 1291, sous le règne de Philippe le Bel, Guillaume de Dourdan est maître de l'artillerie du Louvre. C'est le premier connu.
Jean du Lyon, est en 1344, le onzième maître de l'artillerie, il est qualifié de souverain maître. Son fils, Milet du Lyon, porte, en 1378, le titre de maître et visiteur de l'artillerie du roi. 
En 1461, Louis XI a donné aux maîtres de l'artillerie le titre de maîtres généraux. Les maîtres généraux ont pour fonction la construction des machines de guerre, leur conservation pendant la paix et d'en diriger les mouvements pendant la guerre. L'office de grand maître des arbalétriers n'est pas remplie et est substituée par trois maître généraux et des maîtres d'artillerie, au Louvre à Paris, à Montargis, à Melun et à Rouen.
François Ier crée la charge de grand maître de l'artillerie en 1515.
Henri IV fait du grand maître de l'artillerie un grand officier de la couronne en 1601 au profit de Sully. Sully porte le titre de grand maître et capitaine général de l'artillerie de France.
En 1755, Louis-Charles de Bourbon donne sa démission au roi. Louis XV supprime alors la charge et réunit les fonctions au ministère de la Guerre. On crée alors les premiers inspecteurs généraux qui sont supprimés en 1789.

## Fonctions

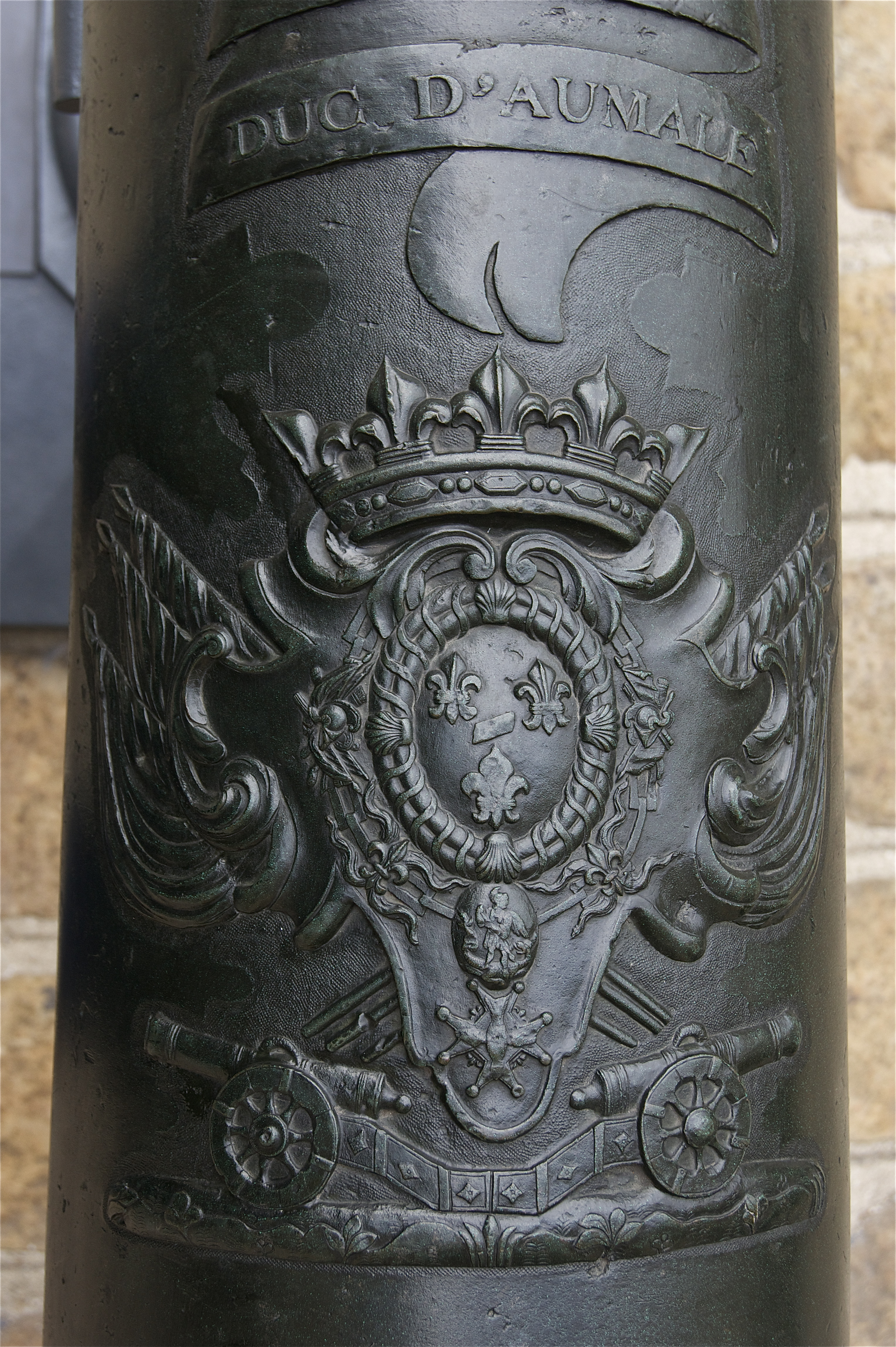
Les armoiries de Louis-Charles de Bourbon (1701-1775) sur un canon aux Invalides à Paris. les deux canons en relief indiquent son office de Grand-Maître de l'Artillerie de France

Le grand maître est le chef de l'artillerie. Il a l'inspection sur tout ce qui appartient à cette arme, sur la fonte des pièces, les projectiles et la fabrication des poudres. Il passe tous les marchés et en vérifie les comptes. Il nomme aux emplois vacants. Il était le premier colonel du régiment royal d'artillerie.
Le grand maître de l'artillerie prête serment entre les mains du roi.
La juridiction du grand maître de l'artillerie à partir de son transfert à l'Arsenal de Paris, en 1572, comprend un bailli, un lieutenant général, un procureur du roi et un greffier. Ils ont sous leurs ordres un lieutenant des lieutenants provinciaux, un surintendant des poudres et des salpêtres, un commissaire général, des lieutenants provinciaux. Ces charges et offices ont été créées de 1552 à 1636. Elles ont été supprimées en 1703.
Quand une ville était prise sur laquelle on avait tiré du canon, les cloches des églises, les ustensiles de cuivre ou d'autres métaux appartenaient au grand maître et devaient être rachetées par les habitants sauf disposition contraire de l'acte de reddition.

## Liste chronologique des grands maîtres de l'artillerie

### Maîtres généraux de l'artillerie (à partir de 1461)
- 1439 : Jean Bureau
- 1469 : Hélion le Groing

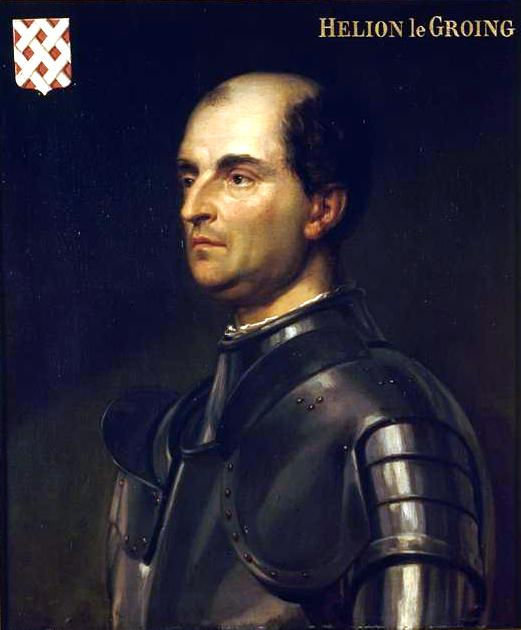
Helion de la Mothe au Groing, grand maître et visiteur de toutes les artilleries de France, 1469, école française, XIXe siècle, musée de l'armée.

- 1469 : Louis Bastet de Crussol, seigneur de Crussol, Beaudinet et Florensac
- 1472 : Gobert Cadiot
- 1473 : Guillaume Bournel, seigneur de Lambercourt
- 1477 : Jean Cholet, seigneur de la Choletière
- 1479 : Guillaume Picart, seigneur d'Etelan
- 1479 : Jacques Galiot Ricard de Genouillac (mort en 1493)
- 1493 : Guy Guyot de Lauzières, seigneur de Montreuil
- 1495 : Jean de La Grange, seigneur de Vieil-Châtel
- 1501 : Jacques de Silly (1450-1503), seigneur de Lonrai
- 1504 : Paul de Busserade (ou Benserade), mort en 1512, seigneur de Cépy

### Grands maîtres de l'artillerie (à partir de 1515)
- 1512 : Jacques Galiot Ricard de Gourdon de Genouillac (1465-1546), seigneur d'Acier
- 1546 : Jean de Taix (+1553), seigneur de Thais et Sepmes
- 1547 : Charles Ier de Cossé (1507-1563), comte de Brissac
- 1550 : Jean d'Estrées (1486-1571), comte d'Orbec
- 1567 : Jean Babou (1511-1569), seigneur de La Bourdaisière
- 1569 : Armand de Gontaut (1524-1592), baron de Biron
- 1578 : Philibert, seigneur de La Guiche (+1607)
- 1596 : François d'Espinay (1554-1597), seigneur de Saint-Luc
- 1597 : Antoine IV d'Estrées (v.1529-1609), marquis de Cœuvres
- 1599 : Maximilien de Béthune (1559-1641), baron, puis marquis de Rosny, puis duc de Sully
- 1610 : Maximilien II de Béthune (1588-1634), marquis de Rosny et prince d'Henrichemont, fils du précédent, il reçut d'abord la charge en survivance de son père.
- 1629 : Antoine Coëffier de Ruzé (1581-1632), marquis d'Effiat
- 1634 : Charles de La Porte (1602-1664), marquis, puis duc de La Meilleraye
- 1646 : Armand-Charles de La Porte (1632-1713), duc de La Meilleraye, de Mayenne et de Rethelois-Mazarin, fils du précédent, il reçut d'abord la charge en survivance de son père.
- 1669 : Henry de Daillon (v.1622-1685), comte du Lude, puis duc du Lude
- 1685 : Louis de Crevant 1628-1694), duc d'Humières
- 1694 : Louis Ier Auguste de Bourbon (1670-1736), duc du Maine
- 1736 : Louis Charles de Bourbon (1701-1775), comte d'Eu
- 1755 : suppression de la charge